# Copa Libertadores 2013/Faza grupowa
Faza grupowa Copa Libertadores 2013.

## 1/16 finału (Faza grupowa)
|  | Zespoły zakwalifikowane do 1/8 finału |
|  | Zespoły wyeliminowane                 |

### Grupa 1
| Zespół       | Mecze | Z | R | P | Br+ | Br- | Bilans | Pkt |
| ------------ | ----- | - | - | - | --- | --- | ------ | --- |
| Nacional     | 6     | 3 | 1 | 2 | 10  | 6   | +4     | 10  |
| Boca Juniors | 6     | 3 | 0 | 3 | 7   | 7   | 0      | 9   |
| Toluca       | 6     | 2 | 2 | 2 | 8   | 11  | -3     | 8   |
| Barcelona SC | 6     | 1 | 3 | 2 | 5   | 6   | -1     | 6   |

|              | Barcelona Guayaquil | Club Atlético Boca Juniors | Club Nacional de Football | Deportivo Toluca |
| ------------ | ------------------- | -------------------------- | ------------------------- | ---------------- |
| Barcelona SC |                     | 1-2                        | 1-0                       | 0-0              |
| Boca Juniors | 1-0                 |                            | 0-1                       | 1-2              |
| Nacional     | 2-2                 | 0-1                        |                           | 4-0              |
| Toluca       | 1-1                 | 3-2                        | 2-3                       |                  |

| 12 lutego 2013 20:15 UTC−2 | Nacional · Abreu 69' · Alonso 90+3' | 2 - 20-2 | Barcelona SC · D. Díaz 18' · Nahuelpan 26' | Estadio Gran Parque Central, Montevideo · Sędzia: Enrique Osses ( Chile) |
|                            |                                     |          |                                            |                                                                          |

| 13 lutego 2013 21:00 UTC−3 | Boca Juniors · Silva 23' (k.) | 1 - 21-0 | Toluca · Esquivel 58' · Benítez 73' | Estadio Alberto J. Armando, Buenos Aires · Sędzia: Víctor Carrillo ( Peru) |
|                            |                               |          |                                     |                                                                            |

| 19 lutego 2013 20:45 UTC−6 | Toluca · Tejada 22' · Benítez 52' | 2 - 31-0 | Nacional · Sánchez 47', 55' · Alonso 57' | Estadio Nemesio Díez, Toluca · Sędzia: Wilmar Roldán ( Kolumbia) |
|                            |                                   |          |                                          |                                                                  |

| 27 lutego 2013 17:45 UTC−5 | Barcelona SC · Arroyo 90+3' (k) | 1- 20-0 | Boca Juniors · Martínez 59' · Pérez 63' | Estadio Monumental Isidro Romero Carbo, Guayaquil · Sędzia: Leandro Vuaden ( Brazylia) |
|                            |                                 |         |                                         |                                                                                        |

| 6 marca 2013 21:15 UTC−6 | Toluca · Tejada 83' | 1 - 10-1 | Barcelona SC · D. Díaz 36' | Estadio Nemesio Díez, Toluca · Sędzia: Héber Lopes ( Brazylia) |
|                          |                     |          |                            |                                                                |

| 7 marca 2013 21:30 UTC−3 | Boca Juniors | 0 - 10-1 | Nacional · Scotti 20' | Estadio Alberto J. Armando, Buenos Aires · Sędzia: Carlos Amarilla ( Paragwaj) |
|                          |              |          |                       |                                                                                |

| 13 marca 2013 17:45 UTC−5 | Barcelona SC | 0 - 0 | Toluca | Estadio Monumental Isidro Romero Carbo, Guayaquil · Sędzia: Enrique Cáceres ( Paragwaj) |
|                           |              |       |        |                                                                                         |

| 14 marca 2013 19:15 UTC−3 | Nacional | 0 - 10-1 | Boca Juniors · Riquelme 44' (k) | Estadio Centenario, Montevideo · Sędzia: Paulo Oliveira ( Brazylia) |
|                           |          |          |                                 |                                                                     |

| 3 kwietnia 2013 19:45 UTC−3 | Boca Juniors · Blandi 9' | 1-0 | Barcelona SC | Estadio Alberto J. Armando, Buenos Aires · Sędzia: Ricardo Marques ( Brazylia) |
|                             |                          |     |              |                                                                                |

| 4 kwietnia 2013 19:15 UTC−3 | Nacional · Bueno 11', 89' · Damonte 35' · Alonso 74' (k) | 4 - 0 | Toluca 2-0 | Estadio Gran Parque Central, Montevideo · Sędzia: Héber Lopes ( Brazylia) |
|                             |                                                          |       |            |                                                                           |

| 17 kwietnia 2013 17:45 UTC−5 | Barcelona SC · Castillejos 37' | 1 - 01-0 | Nacional | Estadio Monumental Isidro Romero Carbo, Guayaquil · Sędzia: Antonio Arias ( Paragwaj) |
|                              |                                |          |          |                                                                                       |

| 17 kwietnia 2013 17:45 UTC−5 | Toluca · Benítez 10' · Flavio Santos 65', 82' | 3 - 01-1 | Boca Juniors · Somoza 45+2' · Fernández 77' | Estadio Nemesio Díez, Toluca · Sędzia: Imer Machado ( Kolumbia) |
|                              |                                               |          |                                             |                                                                 |

### Grupa 2
| Zespół           | Mecze | Z | R | P | Br+ | Br- | Bilans | Pkt |
| ---------------- | ----- | - | - | - | --- | --- | ------ | --- |
| SE Palmeiras     | 6     | 3 | 0 | 3 | 5   | 5   | 0      | 9   |
| Tigre            | 6     | 3 | 0 | 3 | 9   | 10  | -1     | 9   |
| Libertad         | 6     | 2 | 2 | 2 | 10  | 9   | +1     | 8   |
| Sporting Cristal | 6     | 2 | 2 | 2 | 8   | 8   | 0      | 8   |

|                  | Club Libertad | SE Palmeiras | Club Sporting Cristal | CA Tigre |
| ---------------- | ------------- | ------------ | --------------------- | -------- |
| Libertad         |               | 2-0          | 2-2                   | 3-5      |
| SE Palmeiras     | 1-0           |              | 2-1                   | 2-0      |
| Sporting Cristal | 1-1           | 1-0          |                       | 2-0      |
| Tigre            | 0-2           | 1-0          | 3-1                   |          |

| 14 lutego 2013 22:00 UTC -2 | SE Palmeiras · Henrique 40' · Patrick Vieira 69' | 2 - 11-0 | Sporting Cristal · Lobatón 52' (k.) | Estádio do Pacaembu, São Paulo · Widzów: 18.433 · Sędzia: Martín Vázquez ( Urugwaj) |
|                             |                                                  |          |                                     |                                                                                     |

| 21 lutego 2013 21:30 UTC−3 | Tigre | 0 - 20-0 | Libertad · Aquino 54' (k.) · González 88' | Estadio José Dellagiovanna, Victoria · Sędzia: Roberto Silvera ( Urugwaj) |
|                            |       |          |                                           |                                                                           |

| 28 lutego 2013 15:00 UTC−5 | Sporting Cristal · Sheput 30' · Lobatón 58' | 2 - 01-0 | Tigre | Estadio Alberto Gallardo, Lima · Sędzia: Julio Bascuñán ( Chile) |
|                            |                                             |          |       |                                                                  |

| 28 lutego 2013 19:15 UTC−3 | Libertad · Velázquez 11' · Benítez 55' | 2 - 01-0 | SE Palmeiras | Estadio Dr. Nicolás Léoz, Asunción · Sędzia: Juan Soto ( Wenezuela) |
|                            |                                        |          |              |                                                                     |

| 6 marca 2013 19:45 UTC−3 | Libertad · Benítez 68' · J. Núñez 88' | 2 - 20-1 | Sporting Cristal · Ávila 25', 65' | Estadio Dr. Nicolás Léoz, Asunción · Sędzia: Hernando Buitrago ( Kolumbia) |
|                          |                                       |          |                                   |                                                                            |

| 6 marca 2013 19:45 UTC−3 | Tigre · Peñalba 90+5' | 1 - 00-0 | SE Palmeiras | Estadio José Dellagiovanna, Victoria · Sędzia: Omar Ponce ( Ekwador) |
|                          |                       |          |              |                                                                      |

| 12 marca 2013 17:15 UTC−5 | Sporting Cristal · Ávila 74' | 1 - 10-0 | Libertad · Velázquez 53' | Estadio Nacional, Lima · Sędzia: Roberto Silvera ( Urugwaj) |
|                           |                              |          |                          |                                                             |

| 2 kwietnia 2013 21:30 UTC−3 | SE Palmeiras · Caio 19' · Charles 53' | 2 - 01-0 | Tigre | Estádio do Pacaembu, São Paulo · Sędzia: Patricio Polic ( Chile) |
|                             |                                       |          |       |                                                                  |

| 9 kwietnia 2013 21:30 UTC−3 | Tigre · Leguizamón 24' · Pérez García 49' · Botta 54' | 3 - 11-0 | Sporting Cristal · Lobatón 71' | Estadio José Dellagiovanna, Victoria · Sędzia: Oscar Maldonado ( Boliwia) |
|                             |                                                       |          |                                |                                                                           |

| 11 kwietnia 2013 19:15 UTC−3 | SE Palmeiras · Charles 54' | 1 - 00-0 | Libertad | Estádio do Pacaembu, São Paulo · Sędzia: Daniel Fedorzuck ( Urugwaj) |
|                              |                            |          |          |                                                                      |

| 18 kwietnia 2013 18:45 UTC−4 | Libertad · Samudio 15' · J. Núñez 38' · Velázquez 90+2' | 3 - 52-3 | Tigre · Botta 11', 78' · Pérez García 29', 55' · G. Díaz 36' (k.) | Estadio Dr. Nicolás Léoz, Asunción · Sędzia: Wilmar Roldán ( Kolumbia) |
|                              |                                                         |          |                                                                   |                                                                        |

| 18 kwietnia 2013 17:45 UTC−5 | Sporting Cristal · Ávila 49' | 1 - 00-0 | SE Palmeiras | Estadio Miguel Grau, Callao · Sędzia: Enrique Osses ( Chile) |
|                              |                              |          |              |                                                              |

### Grupa 3
| Zespół           | Mecze | Z | R | P | Br+ | Br- | Bilans | Pkt |
| ---------------- | ----- | - | - | - | --- | --- | ------ | --- |
| Atlético Mineiro | 6     | 5 | 0 | 1 | 16  | 9   | +7     | 15  |
| São Paulo FC     | 6     | 2 | 1 | 3 | 8   | 8   | 0      | 7   |
| Arsenal Sarandí  | 6     | 2 | 1 | 3 | 10  | 15  | -5     | 7   |
| The Strongest    | 6     | 2 | 0 | 4 | 8   | 10  | -2     | 6   |

|                  | Arsenal Sarandí | Clube Atlético Mineiro | São Paulo FC | Club The Strongest |
| ---------------- | --------------- | ---------------------- | ------------ | ------------------ |
| Arsenal Sarandí  |                 | 2-5                    | 2-1          | 2-1                |
| Atlético Mineiro | 5-2             |                        | 2-1          | 2-1                |
| São Paulo FC     | 1-1             | 2-0                    |              | 2-1                |
| The Strongest    | 2-1             | 1-2                    | 2-1          |                    |

| 13 lutego 2013 22:00 UTC−2 | Atlético Mineiro · Jô 14' · Réver 73' | 2 - 11-0 | São Paulo FC · Aloísio 83' | Estádio Independência, Belo Horizonte · Widzów: 18.187 · Sędzia: Marcelo Henrique ( Brazylia) |
|                            |                                       |          |                            |                                                                                               |

| 14 lutego 2013 20:00 UTC−4 | The Strongest · Chumacero 18' · Melgar 84' | 2 - 11-0 | Arsenal Sarandí · Benedetto 49' | Estadio Hernando Siles, La Paz · Sędzia: Antonio Arias ( Paragwaj) |
|                            |                                            |          |                                 |                                                                    |

| 26 lutego 2013 21:45 UTC−3 | Arsenal Sarandí · Furch 2' · Aguirre 41' | 2 - 52-3 | Atlético Mineiro · Bernard 8', 54', 59' · Diego Tardelli 29' · Jô 36' | Estadio Julio Humberto Grondona, Sarandí · Sędzia: Martín Vázquez ( Urugwaj) |
|                            |                                          |          |                                                                       |                                                                              |

| 28 lutego 2013 21:30 UTC−3 | São Paulo FC · Osvaldo 43' · Luís Fabiano 80' | 2 - 11-1 | The Strongest · Barrera 21' | Estádio do Morumbi, São Paulo · Widzów: 31.272 · Sędzia: Enrique Cáceres ( Paragwaj) |
|                            |                                               |          |                             |                                                                                      |

| 7 marca 2013 19:15 UTC−3 | São Paulo FC · Jádson 45+3' | 1 - 11-0 | Arsenal Sarandí · Benedetto 49' (k.) | Estádio do Pacaembu, São Paulo · Sędzia: Wilmar Roldán ( Kolumbia) |
|                          |                             |          |                                      |                                                                    |

| 7 marca 2013 21:30 UTC−3 | Atlético Mineiro · Jô 57' · Ronaldinho 74' (k.) | 2 - 10-0 | The Strongest · Melgar 90+2' | Estádio Independência, Belo Horizonte · Sędzia: Daniel Fedorzuck ( Urugwaj) |
|                          |                                                 |          |                              |                                                                             |

| 13 marca 2013 21:00 UTC−4 | The Strongest · Reina 44' | 1 - 21-1 | Atlético Mineiro · Diego Tardelli 10' · Méndez 83' (sam.) | Estadio Hernando Siles, La Paz · Sędzia: Julio Quintana ( Paragwaj) |
|                           |                           |          |                                                           |                                                                     |

| 14 marca 2013 21:30 UTC−3 | Arsenal Sarandí · Ortiz 66' · Braghieri 85' | 2 - 10-0 | São Paulo FC · Aloísio 73' | Estadio Julio Humberto Grondona, Sarandí · Sędzia: Omar Ponce ( Ekwador) |
|                           |                                             |          |                            |                                                                          |

| 3 kwietnia 2013 22:00 UTC−3 | Atlético Mineiro · Diego Tardelli 11' · Ronaldinho 15' (k.), 59' · Luan 47' · Alecsandro 90+3' | 5 - 22-1 | Arsenal Sarandí · Braghieri 40' · Benedetto 85' | Estadio Metropolitano Roberto Meléndez, Barranquilla · Sędzia: Paulo Oliveira ( Brazylia) |
|                             |                                                                                                |          |                                                 |                                                                                           |

| 4 kwietnia 2013 20:30 UTC−4 | The Strongest · Solíz 15' · Cristaldo 66' | 2 - 11-1 | São Paulo FC · Rogério Ceni 44' (k.) | Estadio Hernando Siles, La Paz · Sędzia: Víctor Carrillo ( Peru) |
|                             |                                           |          |                                      |                                                                  |

| 17 kwietnia 2013 22:00 UTC−3 | Arsenal Sarandí · Rolle 30' · Furch 62' | 2 - 11-0 | The Strongest · Reina 90+3' | Estadio Julio Humberto Grondona, Sarandí · Sędzia: Carlos Vera ( Ekwador) |
|                              |                                         |          |                             |                                                                           |

| 17 kwietnia 2013 22:00 UTC−3 | São Paulo FC · Rogério Ceni 57' (k.) · Ademilson 82' | 2 -00-0 | Atlético Mineiro | Estádio do Morumbi, São Paulo · Sędzia: Wilton Sampaio ( Brazylia) |
|                              |                                                      |         |                  |                                                                    |

### Grupa 4
| Zespół          | Mecze | Z | R | P | Br+ | Br- | Bilans | Pkt |
| --------------- | ----- | - | - | - | --- | --- | ------ | --- |
| Vélez Sársfield | 6     | 4 | 1 | 1 | 10  | 3   | +7     | 13  |
| Emelec          | 6     | 3 | 1 | 2 | 5   | 4   | +1     | 10  |
| Peñarol         | 6     | 3 | 0 | 3 | 7   | 7   | 0      | 9   |
| Iquique         | 6     | 1 | 0 | 5 | 5   | 13  | -8     | 3   |

|                 | Emelec Guayaquil | Deportes Iquique | Club Atlético Peñarol | Club Atlético Vélez Sársfield |
| --------------- | ---------------- | ---------------- | --------------------- | ----------------------------- |
| Emelec          |                  | 2-1              | 2-0                   | 1-0                           |
| Iquique         | 2-0              |                  | 1-2                   | 1-3                           |
| Peñarol         | 1-0              | 3-0              |                       | 0-1                           |
| Vélez Sársfield | 0-0              | 3-0              | 3-1                   |                               |

| 12 lutego 2013 19:30 UTC−5 | Emelec · Ferreyra 50' (sam.) | 1 - 01-0 | Vélez Sársfield | Estadio George Capwell, Guayaquil · Sędzia: Wilmar Roldán ( Kolumbia) |
|                            |                              |          |                 |                                                                       |

| 13 lutego 2013 18:30 UTC−3 | Iquique · Villalobos 59' | 1 - 20-1 | Peñarol · Estoyanoff 6' · Olivera 72' | Estadio Tierra de Campeones, Iquique Sędzia: Enrique Cáceres |
|                            |                          |          |                                       |                                                              |

| 19 lutego 2013 20:15 UTC−2 | Peñarol · Olivera 68' | 1 - 00-0 | Emelec | Estadio Centenario, Montevideo · Sędzia: Sandro Ricci ( Brazylia) |
|                            |                       |          |        |                                                                   |

| 20 lutego 2013 19:45 UTC−3 | Vélez Sársfield · Insúa 25' · Rescaldani 35' · Gago 69' | 3 - 02-0 | Iquique | Estadio José Amalfitani, Buenos Aires · Sędzia: Carlos Amarilla ( Paragwaj) |
|                            |                                                         |          |         |                                                                             |

| 26 lutego 2013 20:30 UTC−2 | Peñarol | 0 - 10-0 | Vélez Sársfield · Pratto 87' | Estadio Centenario, Montevideo · Sędzia: Héber Lopes ( Brazylia) |
|                            |         |          |                              |                                                                  |

| 27 lutego 2013 19:45 UTC−3 | Iquique · Ereros 15' · Villalobos 22' | 2 - 02-0 | Emelec | Estadio Tierra de Campeones, Iquique · Sędzia: Víctor Carrillo ( Peru) |
|                            |                                       |          |        |                                                                        |

| 5 marca 2013 21:45 UTC−5 | Emelec · de Jesús 57' · Angulo 75' | 2 - 10-0 | Iquique · Villalobos 79' | Estadio George Capwell, Guayaquil · Sędzia: Roberto García ( Meksyk) |
|                          |                                    |          |                          |                                                                      |

| 12 marca 2013 19:15 UTC−3 | Vélez Sársfield · Bologna 30' (sam.) · Insúa 75' (k.) · Copete 78' | 3 - 11-1 | Peñarol · Estoyanoff 24' (k.) | Estadio José Amalfitani, Buenos Aires · Sędzia: Leandro Vuaden ( Brazylia) |
|                           |                                                                    |          |                               |                                                                            |

| 2 kwietnia 2013 19:15 UTC−3 | Iquique · Villalobos 39' | 1 - 31-2 | Vélez Sársfield · Domínguez 7' · Romero 19' · Copete 51' | Estadio Tierra de Campeones, Iquique · Sędzia: Sandro Ricci ( Brazylia) |
|                             |                          |          |                                                          |                                                                         |

| 2 kwietnia 2013 21:45 UTC−5 | Emelec · Nasuti 81' · Gaibor 90+4' | 2 - 00-0 | Peñarol | Estadio George Capwell, Guayaquil · Sędzia: Hernando Buitrago ( Kolumbia) |
|                             |                                    |          |         |                                                                           |

| 9 kwietnia 2013 19:15 UTC−3 | Peñarol · Gallegos 39' · Zalayeta 75' · Aguirregaray 77' | 3 - 01-0 | Iquique | Estadio Centenario, Montevideo · Sędzia: Julio Quintana ( Paragwaj) |
|                             |                                                          |          |         |                                                                     |

| 9 kwietnia 2013 19:15 UTC−3 | Vélez Sársfield | 0 - 0 | Emelec | Estadio José Amalfitani, Buenos Aires · Sędzia: Marcelo Henrique ( Brazylia) |
|                             |                 |       |        |                                                                              |

### Grupa 5
| Zespół               | Mecze | Z | R | P | Br+ | Br- | Bilans | Pkt |
| -------------------- | ----- | - | - | - | --- | --- | ------ | --- |
| Corinthians Paulista | 6     | 4 | 1 | 1 | 10  | 2   | +8     | 13  |
| Tijuana              | 6     | 4 | 1 | 1 | 8   | 4   | +4     | 13  |
| San José             | 6     | 1 | 2 | 3 | 5   | 11  | -6     | 5   |
| Millonarios          | 6     | 1 | 0 | 5 | 2   | 8   | -6     | 3   |

|                      | S.C. Corinthians Paulista | Millonarios FC | CD San José | Club Tijuana |
| -------------------- | ------------------------- | -------------- | ----------- | ------------ |
| Corinthians Paulista |                           | 2-0            | 3-0         | 3-0          |
| Millonarios          | 0-1                       |                | 2-1         | 0-1          |
| San José             | 1-1                       | 2-0            |             | 1-1          |
| Tijuana              | 1-0                       | 1-0            | 4-0         |              |

| 19 lutego 2013 19:30 UTC−5 | Millonarios | 0 - 10-0 | Tijuana · Ruiz 62' | Estadio El Campín, Bogotá · Sędzia: Marlon Escalante ( Wenezuela) |
|                            |             |          |                    |                                                                   |

| 20 lutego 2013 21:00 UTC−4 | San José · Saucedo 61' | 1 - 10-1 | Corinthians Paulista · Guerrero 6' | Estadio Jesús Bermúdez, Oruro · Sędzia: Carlos Vera ( Ekwador) |
|                            |                        |          |                                    |                                                                |

| 26 lutego 2013 19:15 UTC−8 | Tijuana · Castillo 4' · Aguilar 47' · Corona 49' · F. Martínez 74' | 4 - 01-0 | San José | Estadio Caliente, Tijuana · Sędzia: Omar Ponce ( Ekwador) |
|                            |                                                                    |          |          |                                                           |

| 27 lutego 2013 22:00 UTC−3 | Corinthians Paulista · Guerrero 10' · Pato 48' | 2 - 01-0 | Millonarios | Estádio do Pacaembu, São Paulo · Sędzia: Néstor Pitana ( Argentyna) |
|                            |                                                |          |             |                                                                     |

| 5 marca 2013 19:30 UTC−5 | Millonarios · Franco 17' · Rentería 81' | 2 - 11-1 | San José · Saucedo 45+1' | Estadio El Campín, Bogotá · Sędzia: Henry Gambetta ( Peru) |
|                          |                                         |          |                          |                                                            |

| 6 marca 2013 17:00 UTC−8 | Tijuana · Gandolfi 67' | 1 - 00-0 | Corinthians Paulista | Estadio Caliente, Tijuana · Sędzia: Víctor Carrillo ( Peru) |
|                          |                        |          |                      |                                                             |

| 13 marca 2013 22:00 UTC−3 | Corinthians Paulista · Pato 28' · Guerrero 37' · Paulinho 83' | 3 - 02-0 | Tijuana | Estádio do Pacaembu, São Paulo · Sędzia: Enrique Osses ( Chile) |
|                           |                                                               |          |         |                                                                 |

| 14 marca 2013 20:30 UTC−4 | San José · Viudez 68' | 2 - 01-0 | Millonarios | Estadio Jesús Bermúdez, Oruro · Sędzia: Patricio Loustau ( Argentyna) |
|                           |                       |          |             |                                                                       |

| 3 kwietnia 2013 18:45 UTC−4 | San José · Marcelo Gomes 81' | 1 - 10-0 | Tijuana · F. Martínez 66' | Estadio Jesús Bermúdez, Oruro · Sędzia: Diego Ceballos ( Argentyna) |
|                             |                              |          |                           |                                                                     |

| 3 kwietnia 2013 20:00 UTC−5 | Millonarios | 0 - 10-0 | Corinthians Paulista · Danilo 57' | Estadio El Campín, Bogotá · Sędzia: Saúl Laverni ( Argentyna) |
|                             |             |          |                                   |                                                               |

| 10 kwietnia 2013 22:00 UTC−3 | Corinthians Paulista · Romarinho 26' · Guerrero 60' · Edenilson 90+3' | 0 - 11-0 | San José | Estádio do Pacaembu, São Paulo · Sędzia: Mauro Vigliano ( Argentyna) |
|                              |                                                                       |          |          |                                                                      |

| 10 kwietnia 2013 18:00 UTC−7 | Tijuana · F. Martínez 90+4' | 1 - 00-0 | Millonarios | Estadio Caliente, Tijuana · Sędzia: Carlos Amarilla ( Paragwaj) |
|                              |                             |          |             |                                                                 |

### Grupa 6
| Zespół          | Mecze | Z | R | P | Br+ | Br- | Bilans | Pkt |
| --------------- | ----- | - | - | - | --- | --- | ------ | --- |
| Santa Fe        | 6     | 4 | 2 | 0 | 9   | 4   | +5     | 14  |
| Real Garcilaso  | 6     | 3 | 1 | 2 | 8   | 7   | +1     | 10  |
| Deportes Tolima | 6     | 2 | 2 | 2 | 7   | 5   | +2     | 8   |
| Cerro Porteño   | 6     | 0 | 1 | 5 | 3   | 11  | -8     | 1   |

|                 | Cerro Porteño | Deportes Tolima | Real Garcilaso | Independiente Santa Fe |
| --------------- | ------------- | --------------- | -------------- | ---------------------- |
| Cerro Porteño   |               | 0-0             | 0-1            | 1-2                    |
| Deportes Tolima | 2-1           |                 | 0-1            | 1-2                    |
| Real Garcilaso  | 5-1           | 0-3             |                | 1-1                    |
| Santa Fe        | 1-0           | 1-1             | 2-0            |                        |

| 13 lutego 2013 21:15 UTC−5 | Real Garcilaso · Bogado 76' | 1 - 10-1 | Santa Fe · Borja 16' | Estadio Garcilaso, Cusco · Sędzia: Julio Bascuñán ( Chile) |
|                            |                             |          |                      |                                                            |

| 14 lutego 2013 21:15 UTC−5 | Deportes Tolima · Cardozo 32' (sam.) · D. Silva 59' | 2 - 11-0 | Cerro Porteño · W. Martínez 77' | Estadio Manuel Murillo Toro, Ibagué · Sędzia: Néstor Pitana ( Argentyna) |
|                            |                                                     |          |                                 |                                                                          |

| 21 lutego 2013 19:15 UTC−3 | Cerro Porteño | 0 - 10-0 | Real Garcilaso · Ramúa 88' | Estadio General Pablo Rojas, Asunción · Sędzia: Patricio Loustau ( Argentyna) |
|                            |               |          |                            |                                                                               |

| 21 lutego 2013 19:30 UTC−5 | Santa Fe · Valencia 15' | 1 - 11-1 | Deportes Tolima · Andrade 5' | Estadio El Campín, Bogotá · Sędzia: Adrián Vélez ( Kolumbia) |
|                            |                         |          |                              |                                                              |

| 26 lutego 2013 19:45 UTC−5 | Deportes Tolima | 0 - 10-0 | Real Garcilaso · Salazar 90+1' | Estadio Manuel Murillo Toro, Ibagué · Sędzia: Carlos Vera ( Ekwador) |
|                            |                 |          |                                |                                                                      |

| 7 marca 2013 19:15 UTC−3 | Cerro Porteño · Fabbro 45' | 1 - 21-0 | Santa Fe · Pérez 59' (k.), 77' (k.) | Estadio General Pablo Rojas, Asunción · Sędzia: Carlos Vera ( Ekwador) |
|                          |                            |          |                                     |                                                                        |

| 2 kwietnia 2013 17:15 UTC−5 | Real Garcilaso | 0 - 30-0 | Deportes Tolima · Leichtweis 55', 66', 84' | Estadio Garcilaso, Cusco · Sędzia: Omar Ponce ( Ekwador) |
|                             |                |          |                                            |                                                          |

| 2 kwietnia 2013 19:30 UTC−5 | Santa Fe · Cuero 24' | 1 - 01-0 | Cerro Porteño | Estadio El Campín, Bogotá · Sędzia: Juan Soto ( Wenezuela) |
|                             |                      |          |               |                                                            |

| 9 kwietnia 2013 19:30 UTC−5 | Deportes Tolima · Chará 51' | 1 - 20-0 | Santa Fe · Borja 61', 79' | Estadio Manuel Murillo Toro, Ibagué · Sędzia: Imer Machado ( Kolumbia) |
|                             |                             |          |                           |                                                                        |

| 10 kwietnia 2013 17:45 UTC−5 | Real Garcilaso · Gamarra 9', 90' · Montes 37' · Ferreira 74' · Ramos 77' | 5 - 12-1 | Cerro Porteño · Nanni 13' | Estadio Garcilaso, Cusco · Sędzia: Roberto Silvera ( Urugwaj) |
|                              |                                                                          |          |                           |                                                               |

| 16 kwietnia 2013 20:30 UTC−4 | Cerro Porteño | 0 - 0 | Deportes Tolima | Estadio General Pablo Rojas, Asunción · Sędzia: Diego Abal ( Argentyna) |
|                              |               |       |                 |                                                                         |

| 16 kwietnia 2013 19:30 UTC−5 | Santa Fe · Medina 47' · Borja 72' | 2 - 00-0 | Real Garcilaso | Estadio El Campín, Bogotá · Sędzia: Sandro Ricci ( Brazylia) |
|                              |                                   |          |                |                                                              |

### Grupa 7
| Zespół               | Mecze | Z | R | P | Br+ | Br- | Bilans | Pkt |
| -------------------- | ----- | - | - | - | --- | --- | ------ | --- |
| Olimpia              | 6     | 4 | 1 | 1 | 16  | 7   | +9     | 13  |
| Newell's Old Boys    | 6     | 3 | 0 | 3 | 11  | 10  | +1     | 9   |
| Universidad de Chile | 6     | 3 | 0 | 3 | 7   | 9   | -2     | 9   |
| Deportivo Lara       | 6     | 1 | 1 | 4 | 8   | 16  | -8     | 4   |

|                      | Lara Barquisimeto | Newell's Old Boys Rosario | Club Olimpia | Club Universidad de Chile |
| -------------------- | ----------------- | ------------------------- | ------------ | ------------------------- |
| Deportivo Lara       |                   | 2-1                       | 1-5          | 2-3                       |
| Newell's Old Boys    | 3-1               |                           | 3-1          | 1-2                       |
| Olimpia              | 2-2               | 4-1                       |              | 3-0                       |
| Universidad de Chile | 2-0               | 0-2                       | 0-1          |                           |

| 12 lutego 2013 21:30 UTC−3 | Universidad de Chile · Ubilla 34', 76' | 2 - 01-0 | Deportivo Lara | Estadio Nacional Julio Martínez Prádanos, Santiago · Sędzia: Omar Ponce ( Ekwador) |
|                            |                                        |          |                |                                                                                    |

| 14 lutego 2013 18:45 UTC−3 | Newell's Old Boys · Scocco 70' (k.) · Orzán 76' · Rodríguez 90' | 3 - 10-0 | Olimpia · Bareiro 88' | Estadio Marcelo Bielsa, Rosario · Sędzia: Leandro Vuaden ( Brazylia) |
|                            |                                                                 |          |                       |                                                                      |

| 19 lutego 2013 21:30 UTC−3 | Olimpia · Salgueiro 2' · Ortiz 9' · Candia 48' | 3 - 02-0 | Universidad de Chile | Estadio Defensores del Chaco, Asunción · Sędzia: Martín Vázquez ( Urugwaj) |
|                            |                                                |          |                      |                                                                            |

| 21 lutego 2013 17:45 UTC−4:30 | Deportivo Lara · Gómez 6' · Fernández 50' | 2 - 11-0 | Newell's Old Boys · Cáceres 90+2' | Estadio Metropolitano de Fútbol de Lara, Barquisimeto · Sędzia: Ricardo Marques ( Brazylia) |
|                               |                                           |          |                                   |                                                                                             |

| 5 marca 2013 19:15 UTC−3 | Olimpia · Bareiro 32', 48' | 2 - 21-0 | Deportivo Lara · Fernández 71' · Torrealba 86' | Estadio Defensores del Chaco, Asunción · Sędzia: Sandro Ricci ( Brazylia) |
|                          |                            |          |                                                |                                                                           |

| 5 marca 2013 19:15 UTC−3 | Newell's Old Boys · Scocco 45+2' | 1 - 21-2 | Universidad de Chile · Marino 4' · Aránguiz 17' (k.) | Estadio Marcelo Bielsa, Rosario · Sędzia: Paulo Oliveira ( Brazylia) |
|                          |                                  |          |                                                      |                                                                      |

| 12 kwietnia 2013 21:30 UTC−3 | Universidad de Chile | 0 - 20-1 | Newell's Old Boys · Rodríguez 19' · Tonso 84' | Estadio Nacional Julio Martínez Prádanos, Santiago · Sędzia: Wilmar Roldán ( Kolumbia) |
|                              |                      |          |                                               |                                                                                        |

| 13 marca 2013 18:15 UTC−4:30 | Deportivo Lara · Mosquera 53' | 1 - 50-3 | Olimpia · Bareiro 8' · Miranda 25' · Pittoni 42', 47' · Aranda 80' | Estadio Metropolitano de Fútbol de Lara, Barquisimeto · Sędzia: Roberto García ( Meksyk) |
|                              |                               |          |                                                                    |                                                                                          |

| 4 kwietnia 2013 19:15 UTC−3 | Newell's Old Boys · Pérez 4' · Scocco 43', 89' | 3 - 12-0 | Deportivo Lara · Pérez Greco 79' | Estadio Marcelo Bielsa, Rosario · Sędzia: Raúl Orosco ( Boliwia) |
|                             |                                                |          |                                  |                                                                  |

| 4 kwietnia 2013 21:30 UTC−3 | Universidad de Chile | 0 - 10-0 | Olimpia · Ortiz 50' | Estadio Nacional Julio Martínez Prádanos, Santiago · Sędzia: Roberto Silvera ( Urugwaj) |
|                             |                      |          |                     |                                                                                         |

| 11 kwietnia 2013 20:00 UTC−4:30 | Deportivo Lara · Torrealba 45+2' · Valoyes 85' | 2 - 31-1 | Universidad de Chile · Civelli 45+1' · I. Díaz 47' · Cortés 79' | Estadio Metropolitano de Fútbol de Lara, Barquisimeto · Sędzia: Diego Lara ( Ekwador) |
|                                 |                                                |          |                                                                 |                                                                                       |

| 11 kwietnia 2013 20:30 UTC−4 | Olimpia · Salgueiro 32' (k.), 75' · Ferreyra 55', 78' | 4 - 11-0 | Newell's Old Boys · Casco 47' | Estadio Defensores del Chaco, Asunción · Sędzia: Hernando Buitrago ( Kolumbia) |
|                              |                                                       |          |                               |                                                                                |

### Grupa 8
| Zespół        | Mecze | Z | R | P | Br+ | Br- | Bilans | Pkt |
| ------------- | ----- | - | - | - | --- | --- | ------ | --- |
| Fluminense FC | 6     | 3 | 2 | 1 | 5   | 5   | 0      | 11  |
| Grêmio        | 6     | 2 | 2 | 2 | 10  | 6   | +4     | 8   |
| Huachipato    | 6     | 2 | 2 | 2 | 10  | 8   | +2     | 8   |
| Caracas       | 6     | 2 | 0 | 4 | 6   | 12  | -6     | 6   |

|               | Caracas FC | Fluminense F.C. | Grêmio Porto Alegre | CD Huachipato |
| ------------- | ---------- | --------------- | ------------------- | ------------- |
| Caracas       |            | 0-1             | 2-1                 | 0-4           |
| Fluminense FC | 1-0        |                 | 0-3                 | 1-1           |
| Grêmio        | 4-1        | 0-0             |                     | 1-2           |
| Huachipato    | 1-3        | 1-2             | 1-1                 |               |

| 13 lutego 2013 19:30 UTC−4:30 | Caracas | 0 - 10-1 | Fluminense FC · Fred 32' | Estadio Olímpico, Caracas · Widzów: 13.002 · Sędzia: Hernando Buitrago ( Kolumbia) |
|                               |         |          |                          |                                                                                    |

| 14 lutego 2013 19:45 UTC−2 | Grêmio · Barcos 55' (k.) | 1 - 20-1 | Huachipato · Falcone 17' · Rodríguez 51' | Arena do Grêmio, Porto Alegre · Widzów: 29.174 · Sędzia: Diego Abal ( Argentyna) |
|                            |                          |          |                                          |                                                                                  |

| 20 lutego 2013 19:45 UTC−3 | Huachipato · Aceval 64' | 1 - 30-2 | Caracas · Curé 13' · Peña 45+2', 54' | Estadio CAP, Talcahuano · Sędzia: Raúl Orosco ( Boliwia) |
|                            |                         |          |                                      |                                                          |

| 20 lutego 2013 22:00 UTC−3 | Fluminense FC | 0 - 30-1 | Grêmio · Barcos 33' · André Santos 55' · Vargas 69' | Estádio Olímpico João Havelange, Rio de Janeiro · Widzów: 22.151 · Sędzia: Paulo Oliveira ( Brazylia) |
|                            |               |          |                                                     | |

| 27 lutego 2013 22:00 UTC−3 | Huachipato · Rodríguez 45+1' | 1 - 21-0 | Fluminense FC · Wellington Nem 67' · Wágner 76' | Estadio CAP, Talcahuano · Widzów: 4.167 · Sędzia: Saúl Laverni ( Argentyna) |
|                            |                              |          |                                                 |                                                                             |

| 5 marca 2013 21:30 UTC−3 | Grêmio · Barcos 17' · Werley 39' · Zé Roberto 52', 72' | 4 - 12-0 | Caracas · Sánchez 60' | Arena do Grêmio, Porto Alegre · Sędzia: Antonio Arias ( Paragwaj) |
|                          |                                                        |          |                       |                                                                   |

| 6 marca 2013 22:00 UTC−3 | Fluminense FC · Fred 31' (k.) | 1 - 11-0 | Huachipato · N. Núñez 71' | Estádio Olímpico João Havelange, Rio de Janeiro · Widzów: 13.678 · Sędzia: Germán Delfino ( Argentyna) |
|                          |                               |          |                           | |

| 12 marca 2013 20:00 UTC−4:30 | Caracas · Peña 45+2' · Farías 67' | 2 - 11-1 | Grêmio · Elano 18' | Estadio Olímpico, Caracas · Widzów: 7.000 · Sędzia: Oscar Maldonado ( Boliwia) |
|                              |                                   |          |                    |                                                                                |

| 3 kwietnia 2013 18:15 UTC−4:30 | Caracas | 0 - 40-2 | Huachipato · Rodríguez 8', 36', 63' · Falcone 87' | Estadio Olímpico, Caracas · Sędzia: Henry Gambetta ( Peru) |
|                                |         |          |                                                   |                                                            |

| 10 kwietnia 2013 22:00 UTC−3 | Grêmio | 0 - 0 | Fluminense FC | Arena do Grêmio, Porto Alegre · Widzów: 38.533 · Sędzia: Ricardo Marques ( Brazylia) |
|                              |        |       |               |                                                                                      |

| 18 kwietnia 2013 22:00 UTC−3 | Huachipato · Aceval 89' | 1 - 10-1 | Grêmio · Zé Roberto 34' | Estadio CAP, Talcahuano · Sędzia: Martín Vázquez ( Urugwaj) |
|                              |                         |          |                         |                                                             |

| 18 kwietnia 2013 22:00 UTC−3 | Fluminense FC · Rafael Sóbis 54' | 1 - 00-0 | Caracas | Estádio São Januário, Rio de Janeiro · Widzów: 12.158 · Sędzia: Néstor Pitana ( Argentyna) |
|                              |                                  |          |         |                                                                                            |